# パソコンのイシダ
株式会社パソコンのイシダは、かつて北海道内でチェーン展開していたパソコンショップ。旧商号は石田電器。本社所在地は釧路市。
全盛期は1980年代後半～1990年代前半頃。1994年時点では、年商は20億3200万円にまで達していた。1995年10月20日、釧路地方裁判所に和議を申請した（負債額：6億4800万円）。その後、民事再生法手続き・適用により経営再建に努め、釧路市外（道央・道北・釧路以外の道東）全支店の撤退と業務規模の大幅縮小に踏み切った。現在は、代表の個人宅に看板が掛けられているが店舗としての営業は別所で行われている模様。
後に旧役員・旧社員が立ち上げ、2012年4月まで釧路町セチリ太地区で運営していたPCジャンクパーツ・ショップについては、後述の「パソコンのイシダ#道東圏」（FM-LAB釧路（第三次））を参照の事。

## かつての店舗

### 道央圏
- パソコンのイシダ 札幌南3条店
中央区南2条西3丁目のK-BLDGビルに入居。近隣には九十九電機初代札幌店（札信ビル地階）や旧そうご電器札幌本店（サンデパートビル）、他、旧マハーポーシャ札幌店や[注 1]OAシステムプラザ札幌店等、競合店が集まっていた。
- FM-LAB札幌(1990年4月～)
中央区南2条西1丁目の壱丁目ビル2Fにオープン。FM-LABと銘打ってあったものの、富士通以外のPCも展示＆販売されていた。同社の札幌１号店である。同ビルを出て右に行くとすぐに狸小路1丁目のアーケード内であった。
- パソコンのイシダ 東札幌店
白石区地下鉄東西線東札幌駅に直結した商業テナントビル 東札幌ハイツ地階に出店。閉店・撤退後、フロア跡地ではゲームセンター→コンビ100（100円ショップ）と入居テナントが変遷し、現在は全日食チェーン東札幌店（食品スーパー）が入居している。

### 道東圏
- FM-LAB釧路
富士通特約店。釧路市旭橋傍（橋北側）に立地する第一エーワンビル（2F）に出店。後に市内堀川町に造られた市内旗艦店舗（後述の「パソコンのイシダ 本店（二代目）」）へ統合移転（引き続き富士通特約店であった為、目立たないがもう一つの店名とされていた）。現在、フロア跡には株式会社アクティブメディカルが入居している。グーグル・ストリートビュー画像
旭町時代の店舗の頃には（NTT釧路支店が開設していた地域BBSであった）丹頂ネットのサーバーが移管・設置され、同ネットの開設時から深く関わっていた同店の社員が管理していた。更に店内には同ネットへのログイン端末が設置されていた。その後、店舗移転時に統合店舗内に移設された。
丹頂ネットのサーバーは市内の別のＰＣ販売店に移転その後現在釧路市内のPCシステム開発会社のホームページ内の掲示板に使われている（当該サイトと（「パソコンのイシダ」も含んだ）歴代旧運営組織・団体との繋がりは消失している）。（<現在の丹頂ネット>（パソコン通信BBS方式よりインターネット掲示板方式に移行））
  - FM-LAB釧路（第三次）
パソコンのイシダ倒産後、旧㈱石田電気の取締役の一人が釧路町曙2丁目8番にて起業・経営。旧パソコンのイシダ本店（二代目店舗）旧店長を中心とするかつての旧従業員により、（パソコンのイシダ・チェーンでも店舗名の一部として使用していた）「FM-LAB釧路」を店名に掲げていた（富士通特約店時代店舗を偲ばせる目立った共通点・形跡は特に無い）。主にPCジャンクパーツ等を中心に取り扱っていたが、2012年4月に閉店。この店舗は公式には(株)石田電器と無関係とされていた。
- 石田電器 本店（初代）
前述の市内統合店舗の至近距離に存在。店内にナムコ製テーブル型筐体のTVゲーム機を設置する等、かなり個性的な佇まい・店内レイアウトを持った店舗であった。釧路マイコン博と銘打ったイベントを釧路市民文化会館で主催したり、古くからパソコンに馴染んでいた常連客が多数立ち寄る等、昭和50年代初頭より永い間、釧路市内でのパソコン浸透の牽引役を果たしていた。
現在も同場所に看板が掛かってはいるが一般向けの店舗構えではなく中はよく判らない。グーグル・ストリートビュー画像
市内別所に店舗を構えている
- パソコンのイシダ 本店（二代目）
全道旗艦店･市内店舗の統合店的位置付けだった事もあり、旧来の支店・旧本店店舗とは違い、店内は広い（中規模の食品スーパー店舗位の広さ）。ゲームポート全盛の時代、HOTAS規格にも対応した操縦桿型（フライトシミュレーター専用）入力機器（CH PRODUTSシリーズ等）など当時は一部マニアにしか知られていない様な高額製品なども積極的に取り扱っていた。その他、パソコン関連書籍コーナーも設け、パソコン教室も開催していた。しかし、この店舗建設に伴う投資が後の経営難の要因のひとつとなる。不渡りが出た後も営業を続けていたが商品の入れ替えができず、開店しているか判別がつかないほど照明を絞っての営業だったため、利益を上げるのが難しい状況だった。のちに業務縮小の際、売却。その後、建物は株式会社ぱんどーら（宅配パン屋）の所有・入居し、建物名称も「ぱんどーらビル」に変更。その後は、2014年夏頃より中古自動車店が一時期入居するも撤退。現在は建物も解体され、マンションが建設中である。（建物画像（ぱんどーら店舗入居時））
店内では各メーカーのPCや周辺機器およびゲームソフトの展示販売の他、「EPSONテクニカルショップ釧路」として90年代初頭までNECとセイコーエプソン社の認定技術者が居てPC本体や周辺機器の自社での修理も行っていた。なお、店内には釧路市内では当時唯一のソフトベンダーTAKERUが設置されていた。
- パソコンのイシダ 帯広店（初代）
平成4年頃、JR帯広駅から北に徒歩5分ほどの位置に出店（平原通り沿い。初の釧路市外進出店舗）。店内は狭く、開店当初からサプライ製品はあまり充実していなかった。約2年後、二代目店舗へ移転。帯広駅前周辺の再開発で、当時の建物が現存しているかは不明。
- パソコンのイシダ 帯広店（二代目）
平成5～6年頃（約2年間）、JR帯広駅から西側に徒歩7分ほどの位置に出店（帯広市民文化ホール向かいのビル1階）。店舗形状縦長で、サプライ製品売り場の充実が図られた。移転後、建物には床屋が入居している。
- パソコンのイシダ 帯広店（三代目。二代目店舗健在時は旧帯広春駒店）
二代目店舗開店の約1年後、JR帯広駅から西側に徒歩15分ほどの位置（春駒通り沿い。同市内西16条南4丁目付近）に立地していた旧そうご電器春駒店(HARUKOMA AV CITY。参考画像（画像表示までに15秒程要する。もしくは、最初に表示される画面の右下「Impatient?」クリックにて即閲覧可能）)跡に「帯広春駒店」として出店。二代目店舗の閉店後、帯広店に改称。店内は広くその頃から自作PCなどの販売も本格化する。現在、建物跡には居酒屋が入居している。

### 道北圏
- パソコンのイシダ 旭川店
旭川市内中心部の平和通買物公園に面したヨシタケパークビル地階に入居。旧そうご電器旭川店、KOYO CAB 504、ワールドインアオヤマ旭川店、パソコンショップソフトインといった競合店が徒歩5分圏内に立地する激戦区であった。跡地のヨシタケパークビル地階にはなんでもリサイクルビッグバンが入居していたが閉店した。

## 倒産要因
- 本店が移転した前後の釧路市内にて、パソコン本体ならびに周辺機器やソフトウェアを取り扱う店舗は丸三鶴屋（本館6F→本館7F→本館4F）、そうご電器（FC加盟店）、長崎屋（系列子会社のサン家電）が存在していたが、この内、丸三鶴屋と長崎屋は取り扱いを縮小消滅させている。そのための強気な新店舗建設と釧路外への進出となったが、新本店建設費用が経営を圧迫した。

1993年のコンパックショックによる商品の価格の急降下が有りその為に販売数を稼ごうとして道内各所に出店したが結局真っ当な販売数の伸びは無く本店だけで支える状態であった。
結局は先行出店している競合店との差別化や魅力的個性が打ち出せず、いずれも当初計画通りのシェアの伸びは無く苦戦を強いられた。
特に出店コストの高い道北、道央圏の店舗の売り上げが伸びず大きな負担になっていた。
- 市内での法人向けおよび教育向け取り扱いが増えたことで個人を軽視する傾向が強まり、結果的に深刻な個人客離れを引き起こした。具体的には、予約取り寄せに対する未履行トラブルの増大や販売値引率の無申告変更（予約30％店頭20％の値引率が各10％まで変更された）などのトラブルがあった。

### 釧路圏内

#### Microsoft Windows 登場以前
- OAショップPAL - 釧路市大楽毛地区にて開店。後にパソコン販売業務撤退の際、同部門主要スタッフがパソコン工房起業に加わる。
- つうけんテレコンショップ釧路 - 釧路駅南口向かいに出店。主にNEC製のパソコンを取り扱い、PC-100やPC-88VAといった市場開拓色の濃厚な新基軸製品も積極的に店内に陳列していた。パソコン販売業務撤退に伴う閉店後、柳月釧路店が入居（後にアベニュー946に移転）。現在、建物は解体され、更地化・建物建替後、ニッポンレンタカー釧路駅前営業所となっている。
- HDS釧路店 - 釧路町木場地区（雪狸橋西側・北側区画内（グーグル・ストリートビュー画像（大体の地点）））で開店されたパソコンショップ。後に釧路農協ビル内に移転。現在は閉店している。
- マルタカ電器パソコン館 - そうご電器の釧路進出まで、かつて同市内で最大のチェーン店だった電器店が釧路川沿い（幣舞橋と久寿里橋の中間辺り）に開店したパソコン特化店舗。閉店後、東急百貨店釧路外商部が入居・閉店・撤退。現在、建物は現存せず、居酒屋チェーンいろはにほへと幣舞橋店建物が立地している。
- 電気のエースたかはし - パソコン（主にシャープ製。MZ-2500など）のみ取り扱いでくしろデパート（当時は「ファッションスクエアKOM」）に出店。テナント撤退後は、郊外の観月園地区にあった本店に店舗集約。現在も（富士通特約店として）パソコンを取り扱っている。

#### Microsoft Windows 登場以降
- (有)丸ヤ山本電器商会 - くしろデパートで開店。後に郊外の春採（上町）地区に移転。そうご電器FC加盟（そうご電器山本本店）時代を経て、1990年代前半に同FCを離脱し、独自商号の中型家電量販店（家電全般店とパソコンショップの二棟構成）を立ち上げる。しかし、（Microsoft Windows XP発売開始の約2ヶ月後であり、奇しくもかつてFC加盟していた「そうご電器」が経営破綻する約半月前にあたる）2002年1月30日に倒産[1]。現在、パソコンショップが入居していた方の建物は「美容室ルシア」が入居している。グーグル・ストリートビュー画像
  - 家電全般を取り扱っていた旧本館建物には現在、個別指導塾ぐんぐん春採校が入居している。公式HP、グーグル・ストリートビュー画像

### 帯広圏内
- バイト・イン - パソコンショップとしてだけではなく、道東地域では珍しい（ゲームソフト企画・開発も取り扱う）ソフトハウスでもあった。現在は、パソコン修理メンテナンス業務に業態変更された店舗となっている。

### 札幌圏内
でんきのコーヨー（札幌市中央区南２条西１丁目３ 北専ビル）、丸井今井一条館のハドソンショップ、ラルズプラザ札幌店のαランド、
そうご電器YES札幌（狸小路商店街３丁目）、OAシステムプラザ（札幌市中央区南２条西３丁目１２−５ K2スクエアビル 2階）
などパソコン激戦区の１つであった。1990年前後はFM TOWNSの登場により、FM-LAB札幌と、X68000を中心とする札幌南3条店という棲み分けが行われていたが、札幌南3条店は店舗向かいにOAシステムプラザ札幌店がマニアック的に展開されており同人ソフトのデモをするなど店員のマニアック度では苦戦していた様子。

FM-LAB札幌においてはFM TOWNSに強い店舗として知られ値引き額も大きかった。（競合するそうご電器、OAシステムプラザなどよりも安いが基本的にはパソコンデスク・好きなゲームソフト数本との抱き合わせ販売的な仕組みではあったがそれらを含めても安価だった）